# Northrop T-38 Talon
Northrop T-38 Talon je dvomotorno dvosedežno reaktivno šolsko vojaško letalo. T-38 je bil prvi nadzvočni trenažer na svetu. Prvič je poletel 10. marca 1959. Kljub temu, da se je proizvodnja končala leta 1972 je še vedno v uporabi. Skupno so v letih 1961–1972 proizvedli 1146 letal. Glavni uporabnik so Ameriške zračne sile (USAF). Ocenjeno je, da se je na njem izšolalo okrog 50000 lovskih pilotov. Letalo uporablja tudi NASA za šolanje astronavtov.

## Specifikacije (T-38A)
Podatki iz USAF factsheet
Splošne karakteristike
- Posadka: 2 (pilot in inštruktor)
- Dolžina: 46 ft 4,5 in (14,14 m)
- Razpon kril: 25 ft 3 in (7,7 m)
- Višina: 12 ft 10,5 in (3,92 m)
- Površina kril: 170 ft² (16 m²)
- Teža praznega letala: 7200 lb (3270 kg)
- Naložena teža: 11820 lb (5360 kg)
- Maks. vzletna teža: 12093 lb (5485 kg)

 Zmogljivost 
- Maks. hitrost: Mach 1,3 (858 mph, 1381 km/h)
- Doseg: 1140 milj (1835 km)
- Višina leta: 50000 ft (15240 m)
- Hitrost vzpenjanja: 33600 ft/min (170,7 m/s)
- Obremenitev kril: 70 lb/ft² (340 kg/m²)